# Carlo Borzaga
Carlo Borzaga (Cavareno, 23 ottobre 1948 – Trento, 3 marzo 2024) è stato un economista italiano, professore senior di Politica Economica presso l'Università di Trento e, dal 2008 fino a maggio 2022, presidente di Euricse (European Research Institute on Cooperative and Social Enterprises).
In qualità di esperto di Terzo settore e non profit seguì vari iter che portarono all'elaborazione di leggi sulla cooperazione sociale e fece parte della commissione del Ministero del Lavoro per la legge 68/1999 sulle norme sul diritto al lavoro dei disabili. Fu tra i fondatori del network europeo Emes (Emergence of Social Enterprises) e di Iris Network (il network italiano delle istituzioni di ricerca per le imprese sociali). Scrisse e curò numerosi libri e saggi sul tema del mercato del lavoro, delle imprese sociali e cooperative, dei sistemi di welfare. 

## Biografia
Nel 1971 si laureò in Sociologia all'Università di Trento dove poi insegnò dal 1976 al 2021.
Seguì la stesura della Legge Regionale 24/1988 del Trentino Alto Adige in materia di cooperazione di solidarietà sociale, facendo parte di diverse commissioni e gruppi di lavoro che lavorarono ai testi; elaborò, inoltre, le modifiche al testo del governo per la legge sull'impresa sociale e fece parte di una commissione del Ministero del Lavoro nei lavori per la legge 68 del 1999 “norme sul diritto al lavoro dei disabili”.
Seguì la predisposizione della prima legge regionale sull'assistenza (legge 35/1983, Disciplina degli interventi volti a prevenire e rimuovere gli stati di emarginazione, della Provincia di Trento) seguendone poi per otto anni l'attuazione in quanto parte dell'apposita commissione. Fu poi consulente per la predisposizione della legge 15 sull'assistenza sempre della Provincia di Trento.
A livello nazionale partecipò attivamente alla costituzione della Federazione nazionale delle cooperative sociali e del consorzio Nazionale CGM di cui fu amministratore dal 1986 al 1989; in questo stesso periodo fu per un triennio consigliere della Federazione della cooperazione della Provincia di Trento.
In veste di studioso ed esperto, Carlo Borzaga svolse un'intensa attività di consulenza legislativa a livello nazionale, distinguendosi come uno dei “padri” delle più significative leggi sulla cooperazione sociale, con particolare rilievo per la legge 381/91 e quella sul volontariato organizzato (366/91). Collaborò con il Ministero del Lavoro e delle Politiche Sociali per la formulazione della legge 68/1999 sul diritto al lavoro dei disabili, affiancò il Governo nella redazione della legge 155/2006 sull'impresa sociale e contribuì al Ministero del Lavoro nell'elaborazione della legge delega 117/2017, nota come riforma del Terzo Settore.
Dal 1996 al 2008 fu, su indicazione del Rettore dell'Università di Trento, presidente e coordinatore dell'Istituto Studi Sviluppo Aziende Nonprofit (ISSAN) di Trento.
Dal 2008 fino al 2022 fu presidente di Euricse,con sede a Trento, istituzione distintasi come uno dei principali centri di studio e ricerca a livello europeo e internazionale, focalizzato sulle tematiche dell'economia sociale e della cooperazione.
Contribuì anche alla creazione della rete europea EMES, network di ricerca di riferimento nel settore dell'impresa sociale e della rete IRIS Network, una rete per l'associazione dei principali attori, tra ricercatori e istituzioni, impegnati sul tema della conoscenza in materia di impresa sociale.
Presiedette il Consorzio trentino della cooperazione sociale Consolida dal 1989 al 1993 e nel 1996 fondò il primo master universitario in Italia in Gestione di Imprese sociali ancora oggi attivo. Grazie a questo programma, oltre 450 giovani laureati hanno trovato impiego nel settore non profit.
Fu membro del Comitato Scientifico dell'Istituto di Studi Cooperativi "L. Luzzati", Ministero del lavoro e della previdenza sociale e membro della Società Italiana degli Economisti (SIE) e dell'Associazione Italiana degli Economisti del Lavoro (AIEL).

## Ricerca
Si occupò di diversi progetti di ricerca in collaborazione con CNR, Istat, OCSE, ILO e Commissione Europea sui temi della cooperazione, dell'impresa sociale e del mercato del lavoro.